# Щепанек (Опольське воєводство)
Щепанек (пол. Szczepanek) — село в Польщі, у гміні Стшельці-Опольські Стшелецького повіту Опольського воєводства.
Населення — 718 осіб (2011).
У 1975-1998 роках село належало до Опольського воєводства.

## Демографія
Демографічна структура станом на 31 березня 2011 року:
|          | Загалом | Допрацездатний вік | Працездатний вік | Постпрацездатний вік |
| -------- | ------- | ------------------ | ---------------- | -------------------- |
| Чоловіки | 344     | 67                 | 226              | 51                   |
| Жінки    | 374     | 61                 | 240              | 73                   |
| Разом    | 718     | 128                | 466              | 124                  |